# Виллар-Пелличе
Виллар-Пелличе (итал. Villar Pellice. пьем. Ël Vilar Pélis либо Ël Vilar, окс. Lo Vilar de Pèlis либо Vilar Pèlis) — коммуна в Италии, располагается в регионе Пьемонт, в провинции Турин.
Население составляет 1195 человек (2008 г.), плотность населения составляет 20 чел./км². Занимает площадь 60 км². Почтовый индекс — 10060. Телефонный код — 0121.
Покровителем коммуны почитается святой Маврикий, празднование 22 сентября.

## Демография
Динамика населения:

## Администрация коммуны
- Официальный сайт: https://web.archive.org/web/20090906172441/http://www.comunevillarpellice.it/